# Ашаево
Ашаево (баш. Әшәй) — деревня в Белокатайском районе Башкортостана. Входит в Белянковский сельсовет.

## Географическое положение
Расстояние до:
- районного центра (Новобелокатай): 39 км,
- центра сельсовета (Белянка): 15 км,
- ближайшей ж/д станции (Нязепетровская): 45 км.

## История
Основана в 1876 году в связи с выселением жителей Старой Маскары при помощи полиции управлением Нязепетровского завода. Часть из них образовала новое поселение. Первопоселенцы: братья Нух, Хаммат и Гумер.
В начале XX века имелись мельница, медресе, мечеть (закрыта в 1930 году).
В конце XIX — начале XX веков входила в Красноуфимский уезд Пермской губернии. Население в 1890 году: 140 человек (18 дворов).
В 1920-е гг. в Белокатайской волости, с 1930 г. в Белокатайском районе (Ново-Маскаринский до 1959 г., Белянковский сельские советы).
В 1930—50 годы — центральная усадьба колхоза «Социализм», с 1957 — отделение Белянковского совхоза.
В 1926 году открыта школа, в 1954 г. — сельская библиотека, в 1989 г. построено новое здание ныне основной общеобразовательной школы. Газифицирована в 2000—01 годах.
Население в 1920 году — 267 человек (36 дворов), в 1939 г. — 294, в 1961 г. — 326 (77 дворов), в 1989 г. — 270, в 1999 г. — 319, на 1 января 2004 года — 302 человека.

## Население
| 1890 | 1920 | 1939 | 1961 | 1989 | 2002 | 2009 | 2010 |
| ---- | ---- | ---- | ---- | ---- | ---- | ---- | ---- |
| 140  | ↗267 | ↗294 | ↗326 | ↘270 | ↗280 | ↘267 | ↘233 |

Национальный состав
Согласно переписи 2002 года, преобладающая национальность — башкиры (97 %)